# デイリーシティ
デイリーシティ（英: Daly City）は、アメリカ合衆国カリフォルニア州のサンマテオ郡にある都市。人口は10万4901人（2020年）。サンフランシスコの南に隣接している。市名は実業家ジョン・デイリーに由来している。

## 歴史
考古学的調査ではサンフランシスコ・ベイエリアには紀元前3000年には既に人類が住んでいた。遅くとも西暦6世紀にはオローニ族インディアンが北カリフォルニアに入っていた。その領土は16世紀初期以降スペインが領有を宣言してきていたが、ヨーロッパ人との接触はほとんどなかった。1769年、スペイン人ガスパール・デ・ポルトラが率いた探検隊がアルタ・カリフォルニアを植民地化するためにこの地域を訪れ、サンフランシスコ湾の存在を知った。その7年後の1776年、フアン・バウティスタ・デ・アンサが率いた遠征隊がこの地をサンフランシスコ砦の地に選定し、それから間もなくホセ・ホアキン・モラガが砦を築いた。その年の後半にフランシスコ会伝道師フランシスコ・パロウがフランチェスコ伝道所を建設した。この拠点を造るために、伝道師達は伝道所から南26キロメートルの土地を穀物を栽培し、牛や羊のための飼料を賄うための領地と宣言した。1778年、伝道師達と兵士でサンフランシスコからカリフォルニアの他の地域に向う道路に目印を立てた。伝道所の丘の上に立った伝道師達はサンブルーノ山と海岸側の丘の狭間にラ・ポルテスエラ（小さな戸口）という名前を付けた。ラ・ポルテスエラが後にデイリーズヒルと呼ばれ、デイリーシティの中心となり、現在はトップ・オブ・ザ・ヒルと呼ばれている。

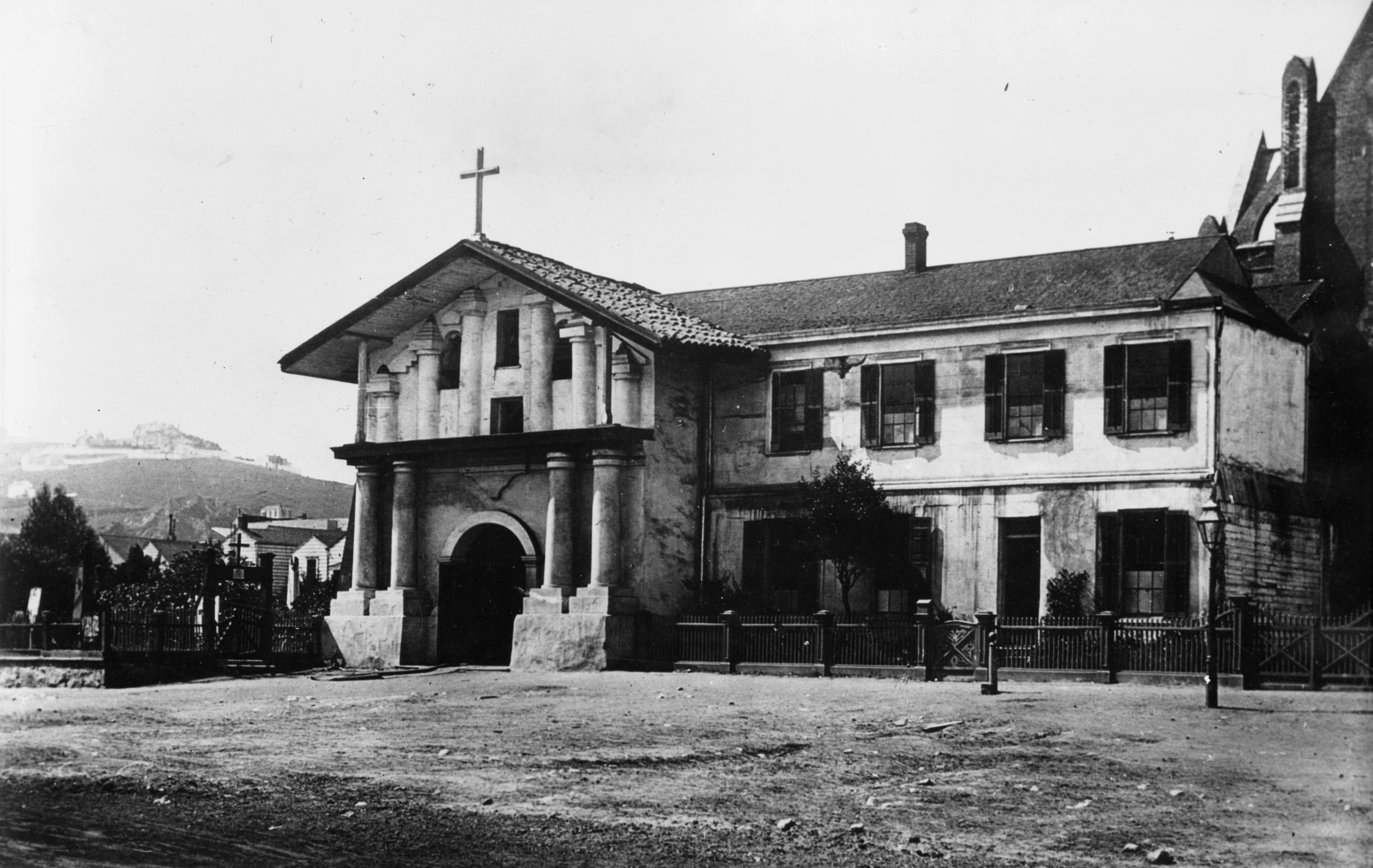
フランチェスコ伝道所

スペインが支配する間、サンブルーノ山と太平洋の間の地域は人が住んでいなかった。メキシコがスペインからの独立を果たすと、メキシコ人貴族が土地の特許を認められて大きなランチョを設立した。そのうちの3つが現在のデーリーシティとコルマ町のある地域をカバーしていた。1835年にホセ・サンチェスに与えられたランチョ・ブリブリは広さ14,639エーカー (59.24 km²) あり、現在のコルマとバーリンゲーム、サンブルーノ、サウスサンフランシスコおよびミルブレーの各市に跨っていた。広さ8.98km²のランチョ・ラグナ・デ・ラ・メルセドはメルセド湖の周辺地域にあった。3つ目のランチョであるランチョ・カナダ・デ・グアダルーペ・ラ・ビシタシオン・イ・ロデオ・ビエホはディリーシティとコルマの部分に跨り、サンフランシスコ市のビジタシオン・バレーからサウスサンフランシスコまで伸びる面積22.15km²の地域だった。
米墨戦争が終わり、カリフォルニアがアメリカ合衆国に割譲された後、ランチョ・ラグナ・デ・ラ・メルセドの所有者がサンブルーノ山とメルセド湖の間の地の所有権を主張しようとした。1853年のアメリカ合衆国政府による測量で、問題となっている地域は事実上政府の資産であり、民間人が取得できると宣言した。このとき開拓者のランドラッシュが短期間起こり、主にアイルランド人が現在のウェストレイク、セラモンテの各地区、およびコルマとパシフィカ市になっている地域に牧場を設立した。その後の10年間で、密度の濃い霧のために穀物やジャガイモが育たないことが増加した開拓者が何軒かこの地を離れた。残った開拓者はより利益の上がる生業として酪農と牛の飼育に切り替えた。19世紀後半、サンフランシスコの町が成長し、サンマテオ郡が創設されると、デイリーシティも徐々に成長し、サザン・パシフィック鉄道沿いには家屋や学校が出現した。デイリーシティはサンフランシスコ住人が郡の境を越えてギャンブルと喧嘩をしに来る場所になった。南北戦争に向う緊張感が高まると、カリフォルニア州は奴隷制擁護派と自由土地推奨者とに分裂した。この論争の中での中心人物はアメリカ合衆国上院議員で自由土地推奨者のデイビッド・C・ブロデリックと、カリフォルニアに奴隷制を広げることに賛成していたデイビッド・S・テリーだった。この2人の間の喧嘩と政争は決闘にまで発展し、メルセド湖近くで行われた決闘でブロデリックが致命傷を負い、3日後に死亡した。この決闘が行われた場所には、2人が立った位置に花崗岩の柱が建てられ、カリフォルニア州の歴史史跡第19号に指定されている。

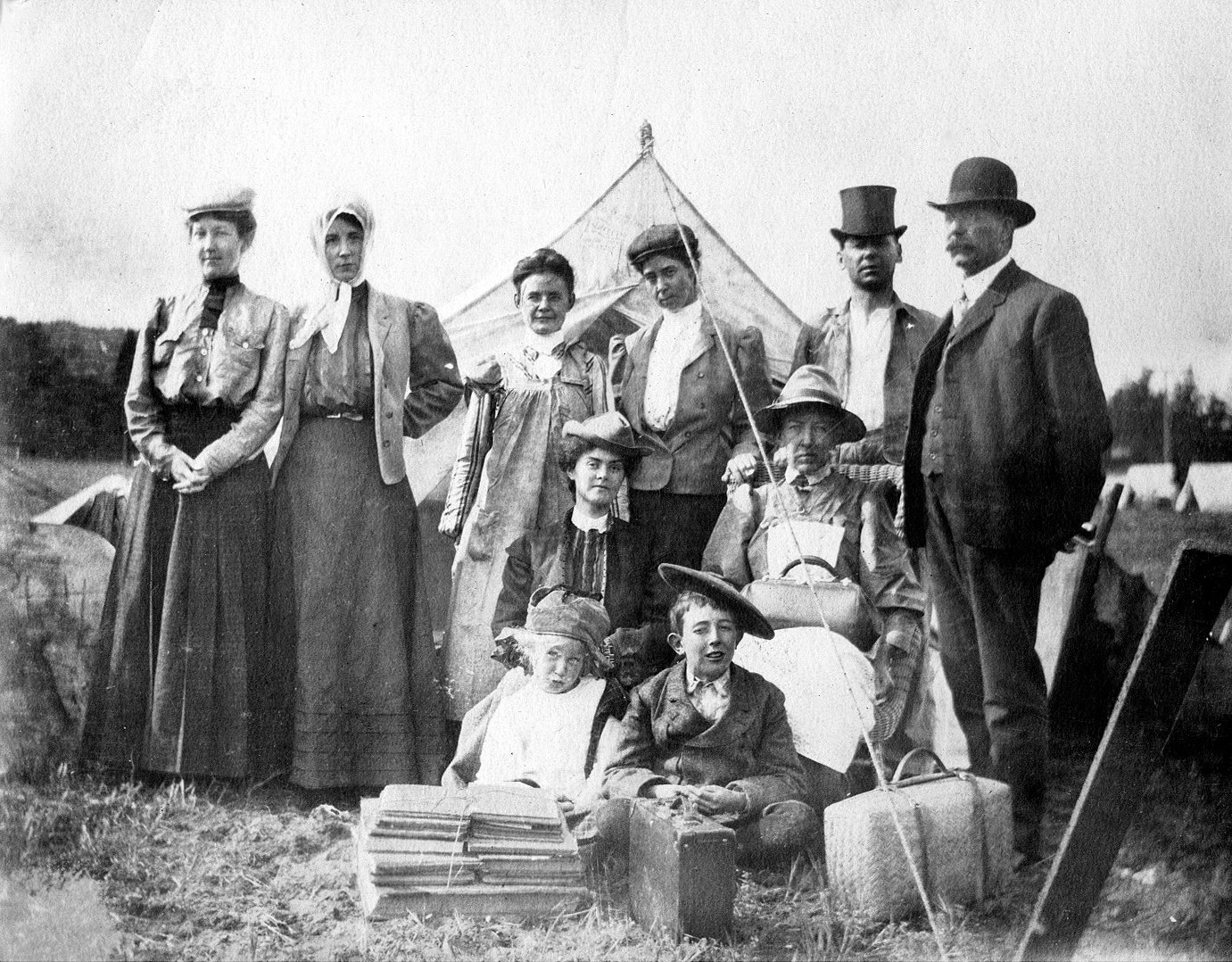
サンフランシスコ地震で家を失くした被災者、テントの前で撮影

1906年4月18日、デイリーシティの海岸、マッセルロックの近くで大地震が起こった。地震とその後の出荷でサンフランシスコ市の多数の家屋が破壊され、家を失った人々はジョン・デイリーが所有していた牧場など市の南の地域にあった牧場に仮の住いを求めた。デイリーは1853年にサンフランシスコ・ベイエリアに来て酪農場で働いており、その数年後には主人の娘と結婚してトップ・オブ・ザ・ヒル地域に広さ250エーカー (1.0 km²) の牧場を手に入れていた。長年の間にデイリーの事業は成長し、政治的な力も強くなっていた。地震の後で避難民の波が押し寄せたとき、デイリーなど地元の農家はミルクなど食糧を提供した。デイリーはその後所有地を分割し、その幾つかに住宅地が出来ていった。
この地域に避難民が家を建てるに従って自治体としてのサービスの需要が高まった。このことは、サンフランシスコ市に併合される怖れと、サンマテオ郡の郡庁所在地が遥か南にあったので住民が無視されている感情があったことも手伝い、自治体化の要求が生まれた。1908年の最初の自治体化の試みはビスタグランデ市としての編入だった。ビスタグランデ市は太平洋からサンフランシスコ湾まで、北はサンフランシスコ市と接し、南はサウスサンフランシスコ市と昔のランチョ・ブリブリに接していた。この提案は計画された市の範囲があまりに広いということで住民に拒絶された。この提案は様々な地域の社会間の亀裂も顕わにし、特に墓地周辺の地域はその後の計画から除外された。1911年1月16日、自治体化委員会がサンマテオ郡監督官にデイリーシティとしての自治体化請願書を提出した。この市はサンフランシスコ市からサンブルーノ丘陵に沿って伸び、サンフランシスコ市とはプライス通りとスクール通りで境とし、西はサンブルーノ丘陵の頂点までとしていた。この時の推計人口は2,900人だった。1911年3月18日、特別住民投票が実施され、自治体化提案は132対130票という僅差で可決された。
デイリーシティは1940年代まで比較的小さな社会に留まっていたが、土地開発業者ヘンリー・ドールジャーがウェストレイク・ショッピングセンターなど住宅と事業の主要地区であるウェストレイク地区を造った。1957年3月22日、デイリーシティは再度大地震の震源となった。サンアンドレアス断層で起こった地震のこのときの震度はマグニチュード5.3であり、ウェストレイク地区の建築物に損傷を与え、ウェストレイク断崖に沿った州道1号線は閉鎖された。1984年10月、台湾出身のアメリカ人作家チャン・ナンが暗殺された。襲ったのは中国国民党のエージェントだとされている。1972年9月11日にベイエリア高速鉄道の駅が開業し、サンマテオ郡北部とサンフランシスコ市およびベイエリアの他の地域とが鉄道で繋がった。この鉄道は後に南のミルブレーやサンフランシスコ国際空港まで延伸された。

## 地理
デイリーシティは北緯37度41分11秒 西経122度28分06秒 / 北緯37.68639度 西経122.46833度に位置する。
アメリカ合衆国国勢調査局に拠れば、市域全面積は7.56平方マイル (19.6 km2)であり、すべて陸地である。
デイリーシティは、北はサンフランシスコ市、南東はブリズベーン市とサウスサンフランシスコ市、南西はパシフィカ市とコルマ町に接している。市境はサンマテオ郡の未編入領域とも接している。国勢調査指定地域のブロードムーアを取り囲んでおり、サンブルーノ山州立公園、オリンピッククラブおよびコルマの未編入領域に接している。市周辺の断層としては、サンアンドレアス断層、ヒルサイド断層およびセラ断層がある。メルセド湖は市との関連が深い。

## 地区
デイリーシティ市内の地区としては、ウェストレイク、セントフランシス、セラモンテ、トップ・オブ・ザ・ヒル、ヒルサイド、クロッカー、サザンヒルズおよびベイショアがある。ウェストレイクはその著名な建築物で名高く、最も初期の計画による大型郊外地である。ベイショアは市内東端にあり、以前にベイショア市として自治体化されたが、1960年代半ばにデイリーシティに併合された。クロッカー、サザンヒルズおよびベイショアの各地区は、クロッカー・アマゾンやビジタシオン・バレーなどサンフランシスコ市の隣接地区と同じ格子状街路を共有し、似たような特性がある。
市域外の幾つかの地区もデイリーシティとの関係がある。ブロードムーアは完全にディリーシティに取り囲まれた未編入領域である。コルマはデイリーシティ、サウスサンフランシスコおよびサンブルーノ山に挟まれた編入済みの町である。これらの飛び地は独自の警察や消防を持っているが、市機能の幾つかはデイリーシティと共有している。

## 人口動態
以下は2000年の国勢調査による人口統計データである。
| 基礎データ - 人口: 101,514人（2008年推計） - 世帯数: 29,843世帯 - 家族数: 21,847家族 - 人口密度: 7,292.1人/km2（15,703.8人/mi2） 全米で最も人口密度が高い - 住居数: 31,876軒 - 住居密度: 2,599.1軒/km2（5,140.9軒/mi2） 人種別人口構成 - 白人: 14.7% - アフリカン・アメリカン: 4.56% - ネイティブ・アメリカン: 0.44% - アジア人: 51.1%（フィリピン系:40.7%） - 太平洋諸島系: 2.4% - その他の人種: 11.5% - 混血: 4.0% - ヒスパニック・ラテン系: 24.9% 年齢別人口構成 - 18歳未満: 25.5% - 18-24歳: 11.5% - 25-44歳: 32.2% - 45-64歳: 11.8% - 65歳以上: 10.0% - 年齢の中央値: 32歳 - 性比（女性100人あたり男性の人口） - 総人口: 99.8 - 18歳以上: 96.3 | 世帯と家族（対世帯数） - 18歳未満の子供がいる: 35.1% - 結婚・同居している夫婦: 51.5% - 未婚・離婚・死別女性が世帯主: 11.2% - 非家族世帯: 28.0% - 単身世帯: 22.1% - 65歳以上の老人1人暮らし: 5.7% - 平均構成人数 - 世帯: 4.34人 - 家族: 4.78人 収入と家計 - 収入の中央値 - 世帯: 60,310 米ドル - 家族: 66,365米ドル - 性別 - 男性: 36,227米ドル - 女性: 34,147米ドル - 人口1人あたり収入: 22,900米ドル 全国平均：21,587米ドル - 貧困線以下 - 対人口: 9.1% - 対家族数: 5.2% - 18歳未満: 8.4% - 65歳以上: 6.3% |

2020年国勢調査では、市の人口の57パーセントがアジア系アメリカ人だった。フィリピン系アメリカ人だけで33パーセントを占めており、北アメリカの中規模市の中で最も高い集中度になっている。このことは、市が土地の言葉で「ピオニー（フィリピン人）首都」と呼ばれていることを説明している。ベニート・M・ベルガラ・ジュニアはその民俗誌「ピオニー首都：ディリーシティのフィリピン人国家」でその歴史を詳細に説明している。

## 文化

### 娯楽

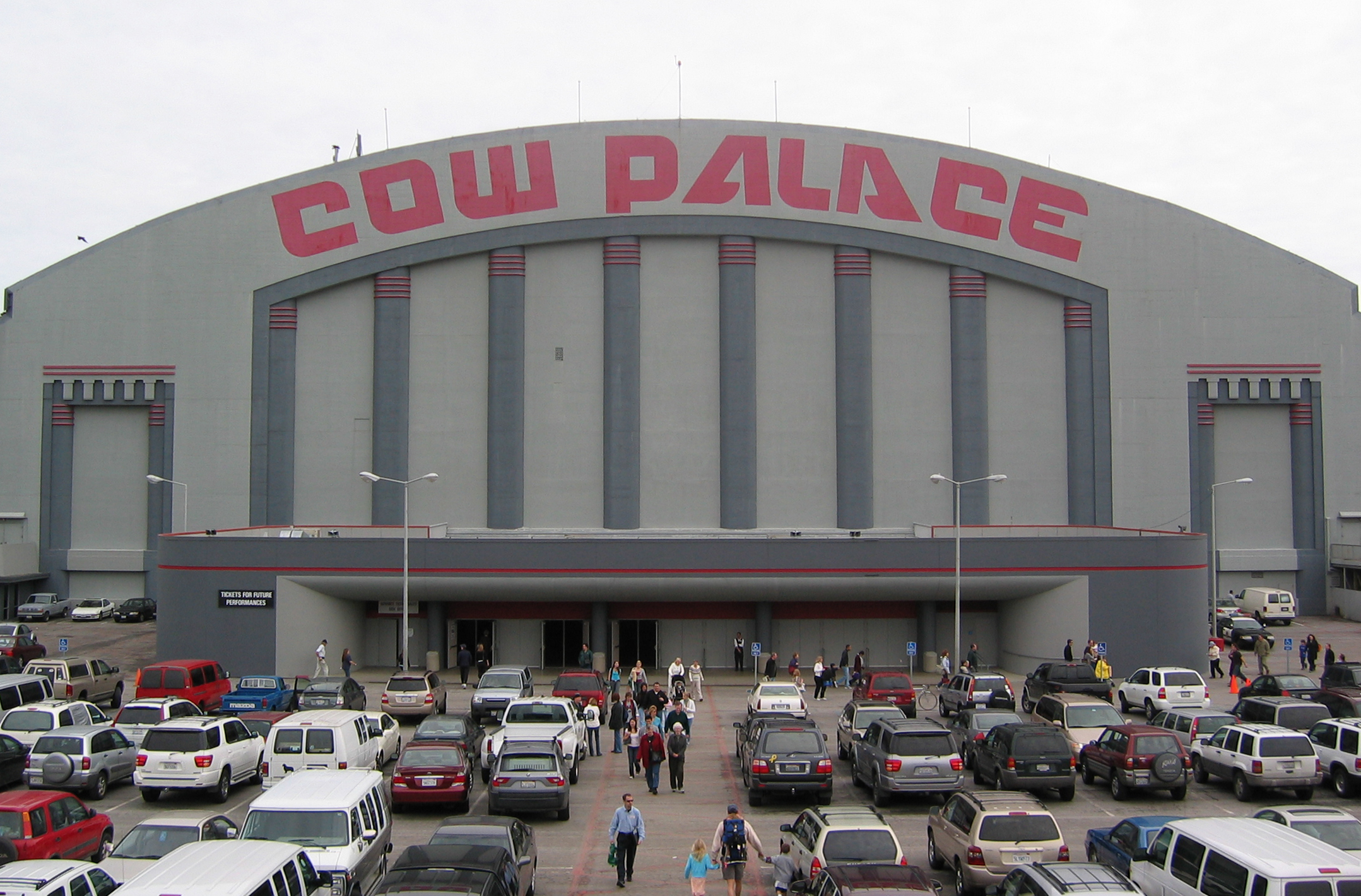
カウパレス

カウパレス競技場はサンフランシスコ市との市境に跨って建っており、毎年開催されるグランド・ナショナル・ロデオ馬と家畜のショーの会場である。ここではビートルズのコンサートやNHL所属サンノゼ・シャークスと短命だったがIHL所属のサンフレンシスコ・スパイダーズのアイスホッケー試合など多様なイベントが開催され、また共和党全国大会も1956年と1964年の2度開かれた。
センチュリー20デイリーシティはパシフィックプラザの事業と小売業開発の一部として2002年にオープンした近代的シネマコンプレックスである。

### レクリエーション
サンフランシスコ市との市境に跨って幾つかのゴルフコースがある。オリンピッククラブは2012年の全米ゴルフ協会主催全米オープンの会場に指定されており、以前にも4回開催された。プライベートのサンフランシスコ・ゴルフクラブとレイク・メルセド・カントリークラブはデイリーシティの市内に部分あるいは全コースがある。
ゴールデンゲイト国定レクリエーション地域には市内のソーントン海浜が入っている。この地域の地勢はサンドレアス断層のためにパラグライダーやハンググライダーに適している。
ジアモナ・プールとジェファーソン・プールは公設屋内プールであり、水泳教室、水上のレクリエーションを開催し、デイリーシティ・ドルフィンズなど地元の水泳に関する団体が使っている。

### ショッピング
デイリーシティと隣接するコルマはサンフランシスコ住人にとってショッピングのメッカになってきた。大量の無料駐車場（サンフランシスコ市内の限度があり高価な駐車場とは対照的）とサンマテオ郡は昔から州より幾らか消費税率が小さいこととが組み合わされ、このような傾向が助長された。サンフランシスコ市内では地価が高くて、スペースが限られ、政治面や地域社会からは反対されて運営できないような多くの郊外大型小売店がセラモンテやウェストレイク地区に店舗を開設してきた。

## 政治
カリフォルニア州議会では、上院の第8および下院の第12、第19選挙区に属している。連邦議会下院ではカリフォルニア州第12選挙区に属し、クック投票動向指数では民主党+22となっている。2010年時点ですべて民主党議員が務めている。

## 教育

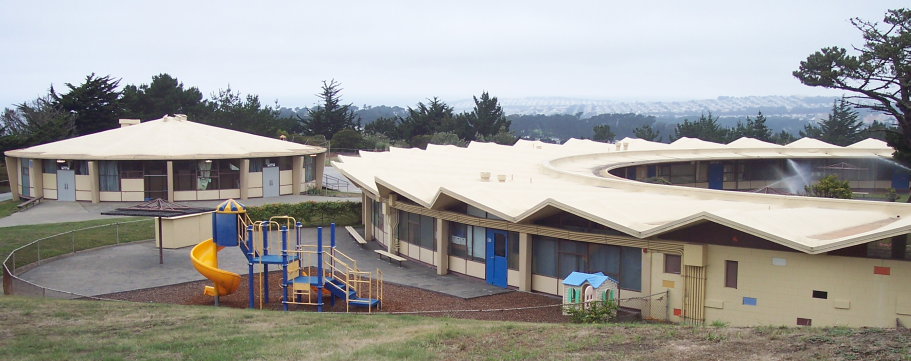
M・H・トビアス小学校

市内には幾つかの公立教育学区がある。最大のものはジェファーソン小学校教育学区とジェファーソン高校教育学区であり、どちらも市内に本部がある。さらにベイショア小学校教育学区、ブリズベーン教育学区、およびサウスサンフランシスコ統合教育学区がある。市内に高校は2校あり、加えて継続教育学校もある。私立学校も2校ある。

## 交通

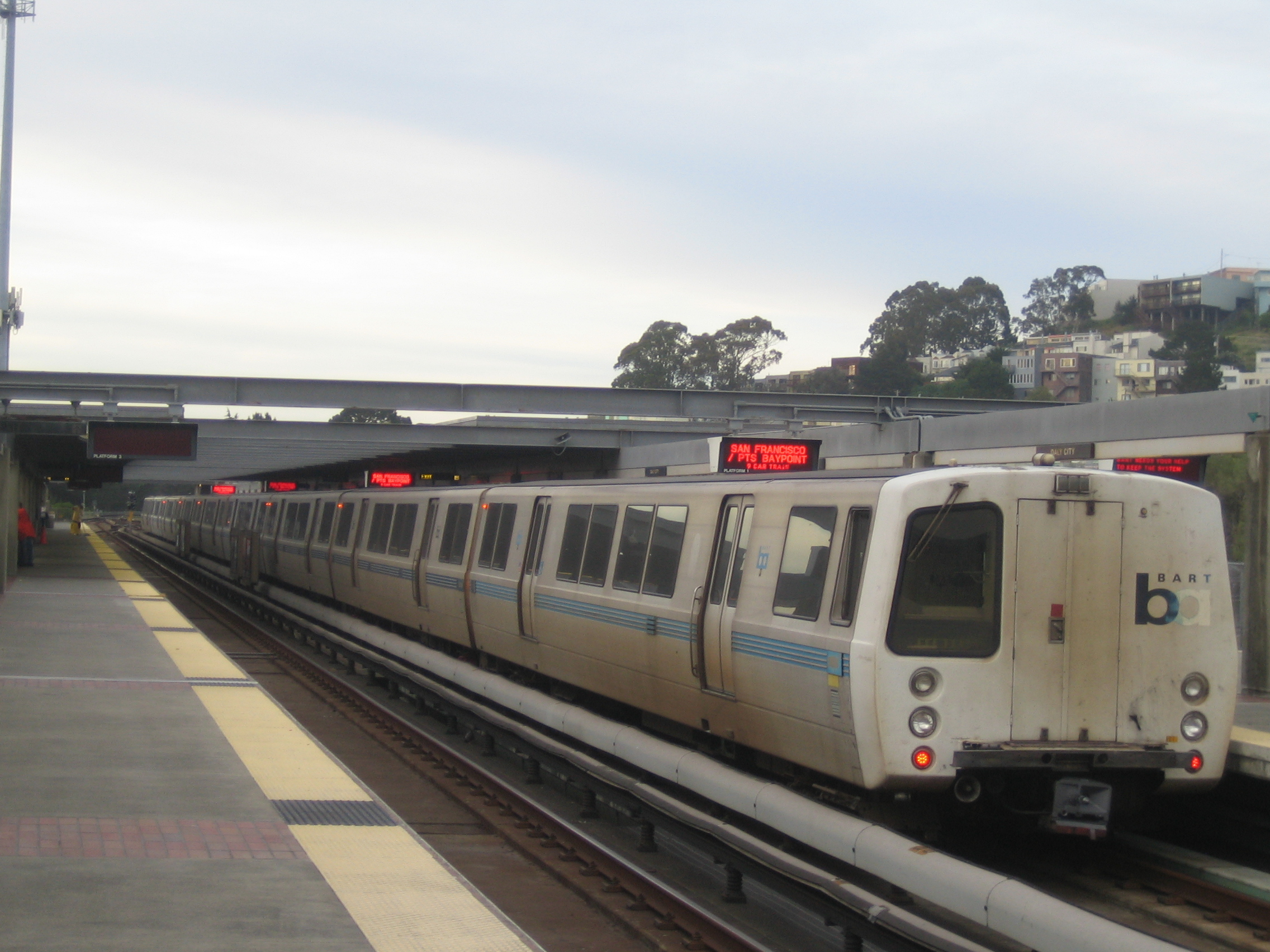
ベイエリア高速鉄道

市内を通る高規格道路としては州道1号線、同35号線、同82号線と州間高速道路280号線がある。州間高速道路280号線は市内を2分しておりサンフランシスコ市とサンマテオ郡やサンタクララ郡を繋ぐ幹線道路である。
合衆国国勢調査局に拠れば、デイリーシティは全国でも公共交通機関利用率の高い方に属している。公共交通はサムトランス（サンマテオ郡交通地区）、ベイエリア高速鉄道（デイリーシティ駅と市境にあるコルマ駅がある）および数本のサンフランシスコ市営鉄道線によって提供されている。デイリーシティからサンフランシスコ中心街までは8マイル (13 km)、サンフランシスコ国際空港までは9マイル (14 km) しかない。どちらも自動車専用道路かベイエリア高速鉄道で行くことができる。1980年代の計画ではベイエリア高速鉄道を南に延伸することが挙げられ、第1段階としてデイリーシティまでの延伸があった。このためにサンフランシスコ国際空港線が後回しになった。

## 経済

### 主要雇用主
デイリーシティ市の包括的年間財務報告書2009年版によれば、市内の大きな雇用主トップ10は以下の通りである。
| 順位 | 雇用主                       | 従業員数 |
| ---- | ---------------------------- | -------- |
| 1    | セトン医療センター           | 1,659    |
| 2    | デイリーシティ市             | 761      |
| 3    | ジェファーソン高校教育学区   | 693      |
| 4    | アメリカ合衆国郵便公社       | 602      |
| 5    | ジェファーソン小学校教育学区 | 584      |
| 6    | カウパレス                   | 405      |
| 7    | ジェネシス通信研究所         | 373      |
| 8    | ターゲット                   | 336      |
| 9    | マクドナルド                 | 227      |
| 10   | ウォルグリーン               | 227      |

## 著名な出身者と住人
- ジョン・ドナルド・デイリー - デイリーシティの地主で設立者
- グレッグ・アダムズ - バンド「タワー・オブ・パワー」トランペット奏者
- E・フロイド・クバンメ - ベンチャーキャピタルのクライナー・パーキンス・コーフィールド・アンド・バイヤーズの投資家、元Apple副社長
- ジョン・マッデン - 元NFL選手、プロフットボール殿堂入り、ジェファーソン高校卒
- ボブ・セントクレア（英語版） - 元NFL選手、プロフットボール殿堂入り、デイリーシティの市政委員と市長（1958年–1961年）を務めた
- デイヴ・ペルザー - 著作家、幼い頃に実の母親に凄まじい虐待を受けた自らの体験を赤裸々に綴ったとされる著書「"It"（それ）と呼ばれた子」で知られる。
- サム・ロックウェル - 俳優
- ミックス・マスター・マイク - 本名マイケル・シュワルツ、ディスクジョッキー、1988年ウェストミンスター高校卒
- DJ Qbert - 本名リチャード・キテビス、ディスクジョッキー、作曲家
- サル・トーレス - 元テレビ司会者、デイリーシティの市長を3期、市では初のラテン系市政委員
- 大橋照子 - 日本のフリーアナウンサー、1985年 - 1990年の5年間居住。日本語放送「ラジオ毎日」で「ジャパンタウンからラジオでこんにちは」など放送。

## 姉妹都市
デイリーシティは次の都市と姉妹都市を結んでいる。
- フィリピン、ケソンシティ